# Геташен (вино)
Геташен — тип десертного марочного красного вина производимого в Армении

## Описание
Вино «Геташен» с нежным букетом и ягодным луковичным привкусом, является типом вина «Кагор», и имеет окрас от рубинового до тёмно-рубинового

## Характеристики
- Спирт — 16 %
- Сахар — 18 %
- Кислотность — 5 г/л

## Производство
Геташен готовится из винограда сорта Кахег (Кахет) и Сев Хагог, распространенного в Арташатском районе Армении. Виноград для изготовления напитка собирают при сахаристости не ниже 22— 23 % и при общей кислотности 4 — 5 г/л. После того как собранный виноград поступает на переработку, он уже не должен содержать смесь белых сортов. Виноград пропускают через дробилку. Раздробленная мезга переливается в емкости со вставленными змеевиками. После чего их подвергают нагреванию паром до 60—65°С. Во время нагревания этой массы, производится перемешивание различными способами: ручной и механической мешалкой, а также и воздушным компрессором. Не смотря долгий производственных процесс, положительной стороной такого способа является тот факт, что обстоятельство, что дробятся семена и меньше перетирается кожица. Благодаря высокой температуре сусло активно отделяет красящие и экстрактивные вещества из кожицы винограда. После того как сусло получает достаточно интенсивную окраску, нагрев  прекращается. Затем с целью очистки, полученный продукт пропускают сквозь разного рода фильтра, и разливают по бочкам, где тот настаивается в течение 3 лет